# 박영만
박영만(1914-1981)은 광복군 출신의 독립운동가, 문학가이다. 박정희를 독립군으로 묘사해서 비판받는 소설 광복군을 1967년 펴냈다. 1981년 사망했다. 1990년 애국장에 추서되었다.
공적개요는 다음과 같다.
1940년 친일 문인들을 공격하는 유인물 사건으로 중국으로 망명한 후 제2지대에 입대하여 광복군가 작사, 한미 군사합작의 기초 수립과 미연합군 O.S.S.한국인 공작반에 파견되어 미군의 광복군에 대한 인식을 새롭게 하였으며 참령으로 임시정부 정훈처 선전과원 및 과장으로 활약함.

## 생애
평안남도 안주 출신. 1929년 진남포공립상공학교(鎭南浦公立商工學校) 3학년 재학시 광주학생운동에 가담하였다가 학교를 퇴학당하였고, 1937년에 『조선전래동화집(朝鮮傳來童話集)』 및 「선구자(先驅者)」등을 저술, 작곡하여 민족자주의식을 선양하다가 원고를 압수당하는 등 곤욕을 치렀다.
1940∼1942년에는 친일문인 이광수(李光洙)·최재서(崔載瑞) 등을 공격하는 유인물을 문인들에게 배포하다가 발각되어, 중국 산시성[山西省] 극난파(克難坡)로 망명하여 광복군에 입대하였다.
1943년 2월 광복군 제2지대에 입대하여 광복군가인 「압록강행진곡」을 작사하여 광복군의 사기를 앙양시켰으며, 미군전략정보처(OSS) 안에 한국인 공작반을 설치하도록 하는 데 큰 구실을 하기도 하였다.
1943년 11월 김구(金九)의 소명을 받고 충칭[重慶]에 도착하여 대한민국임시정부 선전부 선전위원으로 임명됨과 동시에, 미군전략정보처 안의 한국인 공작반에 특파되어 일본군 안의 정세에 관한 정보모집 업무와 광복군의 존재가치를 선전하여 미군으로 하여금 광복군에 대한 인식을 새롭게 하고, 한미합작훈련문제를 실현시키는 데 기여하였다.
1944년 5월 광복군총사령부 정훈처(政訓處) 선전과원(宣傳科員)으로 활약하였다. 1945년 6월 지대장 이범석(李範奭)을 도와 한미연합군사훈련 실시를 성공시키는 한편, 광복군총사령부 선전과장에 임명되어 활약하다가 광복을 맞았다.
1963년 대통령표창, 1977년에 건국포장이 수여되었고, 1981년 사망했다. 1990년 애국장에 추서되었다.
2019년 5월 23일(목) 제16회 병역명문가 시상식에서 대통령표창을 받았다. 故 박영만(1914년생) 씨 가문은 7명이 총 195개월을 군 복무한 가문으로, 1대가 한국광복군으로 활동한 병역명문가이다. 1대 故 박영만 선생은 광복군가인 ‘압록강행진곡’을 작사하였으며, 이범석 장군을 도와 한미합작군사훈련을 실시하는 등 한국광복군 총사령부 부령(副領)으로 활동을 하였다.

## 소설 광복군과 박정희 비밀광복군설
1967년 박정희가 광복군의 비밀요원이었다는 내용이 담긴 소설 광복군을 펴냈다. 상권은 광복군 3지대장 백파 김학규 장군을 주인공으로 한 것이고, 하권은 박정희가 주인공이다. 거짓으로 드러난 박정희 전 대통령의 비밀독립군설은 박영만의 소설 <광복군>(1967)에서 시작됐다.
해방 직후 북경에는 광복군 출신, 학도병 출신 등 수많은 조선 청년들이 집결하였다. 그 숫자가 대략 400여 명에 달했는데 만주군 대위 출신은 신현준과 중위 출신의 박정희 전 대통령도 있었다. 임시정부는 동북반사처(辦事處) 최용덕 처장을 보내 이들에게 임시거처를 마련해주었다. 그러고는 이들을 임시로 김학규 광복군 3지대장 휘하로 편입시켰다. 이때 박정희는 만주군 장교 경력을 인정받아 3지대 1대대 2중대장을 맡았다. 이들은 모두 '해방 후 광복군'이다.
박정희처럼 고등교육을 받은 일본군 장교는 “(세력 확장을 위해) 일본군 출신 조선인들을 광복군에 적극 편입한다”는 한국독립당의 방침에 따라 광복군에 적극 편입됐다. 염인호 서울시립대 교수(사학)가 쓴 논문 ‘해방 후 한국독립당의 중국 관내지방에서의 광복군 확군활동’을 보면, ‘박정희처럼 해방 이후 확군된 병사의 수는 베이징 1300여명, 난징 800여명, 상하이 1300여명 등’인 것으로 나타난다.
박정희가 소속된 광복군 부대는 아마도 북평잠편지대일 것으로 보이는데, 일부 증언에는 제3지대 주평진대대(駐平津大隊)라고도 한다. 평진이란 북평과 천진에서 따온 말이다. 이 부대의 대대장은 박정희와 같이 근무한 신현준이었고 신현준은 광복군의 존재를 해방 이전에는 알지 못했다고 회고했다. 이 부대는 실제 광복군 부대라기보다 해방이라는 급격한 상황 변화에 따라 광복군이 세불리기 차원에서 부대 명칭을 부여한 것으로, 사실상 일종의 포로수용부대였다. 이들 부대를 관리한 중국쪽 기관이 부로관리처(俘虜管理處)인 것도 이를 증명한다.
이게 박정희가 일제 패망 이전에 광복군 비밀요원이었다는 식으로 기술한 소설 <광복군>(저자 박영만)의 근거로 활용됐다. 그러나 이는 사실이 아니다. 박정희·신현준이 광복군 김학규 장군에게서 “적당한 시기에 일본군을 공격하라”는 명령을 받고 1945년 7월에 베이징에서 다시 철석부대로 돌아오는 등 비밀광복군이었다는 얘기는 거짓말이라는 것이다. 간도특설대에 대해 제대로 증언한 유일한 증언자 이용(李龍)의 증언이다. 그의 이름은 해방 전엔 이집용(李集龍)이었다.
광복군 출신인 장준하는 1967년 대선에 맞추어 나온 소설 광복군(저자 박영만)에 격분한다. 친일파 박정희 대통령을 비밀광복군으로 둔갑시켰기 때문이었다. 1967년도 당시에 야당 대통령 후보 윤보선을 지지하며 전국을 돌아다니면서 줄기차게 비판한다. 고상만의 ‘중정이 기록한 장준하’ 책에도 그 이야기가 언급돼 있다. ‘지금 현재 일각에서 박정희 후보가 광복군이라고 하면서 써놓은 책이 있는데 이것은 전부 다 거짓말이다. 내가 광복군이기 때문에 정확히 안다. 그는 당시에 만주에서 일본군 장교로 있었다.’ 이같은 언급에 대해서 당시 중앙정보부가 중요상황 보고로 장준하의 발언을 일일이 기록했다.
또 당시 정황을 비교적 잘 아는 김승곤 전 광복회장은 “박영만은 청와대에서 돈을 받을 줄 알고 ‘광복군’을 썼는데, 내용을 훑어본 박 대통령은 ‘내가 어디 광복군이냐. 누가 이 따위 책을 쓰라고 했냐’며 화를 냈고, 결국 박영만은 돈 한푼 못 받고 거창하게 준비한 출판기념회도 치르지 못했다”고 증언했다.
소설 광복군이 출간될 당시 중앙정보부에 근무한 이종찬 전 국회의원의 증언이다.“이건 내가 실제로 겪은 것으로 1967~68년 중앙정보부에 ‘<광복군>(저자 박영만) 책을 모두 거둬들이라’는 지시가 내려왔다. 어렵게 책을 수거해 봤더니 ‘박정희가 광복군 활동을 했다’는 내용이었다. 박 대통령이 그것을 읽고 ‘이런 거짓말을 해선 안된다. 해방 후 김학규 광복군 3지대장이 만주에 있던 한국 국적 군인을 모았다. 그때 잠시 구대장으로 사병을 모아 훈련시킨 적이 있다. 이것은 해방 이후로 내가 장준하나 김준엽처럼 일제때 독립군을 했다는 것은 말이 안된다. 그래서 책을 거두어들이라고 했다’는 것이다.”
박정희가 '해방후 광복군'이기는커녕 길거리를 배회하던 그를 체포해서 국내로 송환했다는 자료도 있다. 김홍신의 홈페이지 '박정희 광복군 편입은 허위날조'에 따르면 광복군 출신의 항일투사 이재현(이형진의 부친)은 북평 판사처 주임(광복군 소령/지역 사령관)이었다. 일제가 패망하자 박정희가 속한 만주군 8단이 해체되고 베이징으로 나와 길거리를 배회하던 박정희를 잡아 들여 한국으로 송환한 책임자가 이재현이라고 한다. 당시 북평 판사처의 임무는 재 중국동포와 한국 국적의 일본군들을 본국으로 송환하는 것이 임무였다. 일본군 출신이 너무 많아 군의 편제가 필요하여 신현준 일본군 대위를 대대장으로 이주일과 박정희 일본군 중위를 중대장으로 하여 통솔케 하고 본국으로 송환하였던 것뿐이다. 박정희가 광복군 3지대에 편입되었다는 주장은 틀렸다는 것이다. 이 내용은 전 정보원장인 이종찬 씨가 2004년 8월 26일 중앙일보에 투고한 글에 대한 반박을 위해 쓴 글이었다.
소설광복군에 근거하여 많은 가짜 정보들이 유통되었다. 육군본부가 발간한 '창군전사', 장창국이 출간한 '육사졸업생'에도 등장한다.
‘만주에 있던 장교들은 그들대로의 지하조직이 있었다. 박정희, 신현준, 이주일 등은 광복군 제3지대의 비밀 광복군으로서 거사 직전에 해방을 맞이했다.’ (육군본부 발간 ‘창군전사’ 265쪽)
창군전사 말고도 박정희를 비밀 광복군으로 묘사한 책은 더 있다. 박정희 정권에서 합참의장, 국회의원을 지낸 장창국(사망)씨는 1984년 출간한 ‘육사 졸업생’에서 박정희가 비밀 광복군에 가담한 경위를 이렇게 기록했다.
“신태양악극단이 1945년 2월9일 (만주군) 7연대에 들어가 공연을 했다. 광복군은 이 악극단에 잡역부를 가장한 공작원 이용기를 투입했다. 이씨는 부대 간부들과의 회식 자리에서 박정희 중위, 신현준 대위와 만나는 데 성공했다. 이씨는 광복군 총사령관 이청천 장군의 직인이 찍힌 광복군 임명장을 박 중위와 신 대위에게 줬다. 이래서 그들은 광복군 비밀요원이 됐다.” (‘육사 졸업생’ 26쪽)
그러나 이는 모두 날조된 것이다. 부대장의 이름을 따 일명 '철석부대'로 불린 이 부대는 1939년 명월구에서 조선인 독립대대로 출발한 부대로 박정희는 이 부대에 간 적이 없다. 철석부대 출신인 박창암(육군 준장 예편, 작고)씨, 송석하(육군 소장 예편, 작고)씨 등은 생전에 "박정희는 철석부대 문전에도 가본 적이 없다"고 증언한 바 있다.
또 '신태양 악극단' 단장을 지낸 작곡가 손목인(작고)씨는 생전에 "더러 군대 위문도 갔지만 철석부대는 들어본 일이 없고, 이용기라는 이름도 기억나지 않는다"고 증언했다. 또 단원이었던 가수 신카나리아씨와 영화배우 황해씨 등도 지난 97년 "이용기라는 이름은 기억에 없다"고 증언한 바 있다.
박정희와 8단에 같이 근무했던 방원철(육군대령 예편, 작고)씨는 "8단 시절 연예인이 부대로 위문온 적이 없었다"며 "박정희는 8단 부임 이후 반벽산(단 본부 소재지)을 떠난 적이 단 한번도 없었다"고 증언했다.
소설 광복군의 여파는 최근까지 이어져 드라마 <여명의 눈동자>와 영화 <건축무한육면각체의 비밀>에서도 독립군 박정희의 모습을 사실처럼 그려 독립운동가들의 항의를 받기도 했다.